# Vysokyj
Vysokyj (ukrajinsky Високий, rusky Высокий – Vysokij) je sídlo městského typu v Charkovské oblasti na Ukrajině.  K roku 2019 měl přes deset tisíc obyvatel.

## Poloha a doprava
Zástavba Vysokého bezprostředně navazuje na jihozápadně ležící město Pivdenne. Od Charkova je Vysokyj vzdálený přibližně dvacet kilometrů jihozápadně.
Přes obec prochází dálnice M 18 z Charkova přes Merefu do Záporoží, Melitopolu, Simferopolu a Jalty, po které je také vedena Evropská silnice E105. Také přes ni prochází železnice z Charkova do Merefy, která má na území obce zastávky Naukovyj, Vysokyj a Zelenyj Haj.

## Dějiny
Vysokyj byl založený jako osada železničních zaměstnanců v roce 1904. Status sídla městského typu má od roku 1938. V roce 1964 do něj byly začleněny další osady: Zelenyj Haj (založena 1907), Naukovyj (založena 1935), Novyj Vysokyj (založen 1957) a Vidpočynok.